# Luca Maria Patella
Luca Maria Patella (Roma, 1934 – Roma, 25 agosto 2023) è stato un artista, fotografo e scrittore italiano.

## Biografia
Fin dagli anni '60 operò in un ampio spettro di ricerche sperimentali. Fu tra i primi artisti sperimentatori della multimedialità: dalla grafica alla fotografia (professionale e inventiva), dal libro d'artista al "film-opera" e al video, all'uso del gesto e del corpo nelle performance, dall'indagine psicoanalitica all'analisi interdisciplinare tra arte e scienza (visse all'estero per alcuni anni, studiando chimica elettronica strutturale). Fu anche  filmaker e autore di romanzi e raccolte di versi. Il suo uso del linguaggio verbale in tutte le sue possibilità espressive, scomponendolo a volte fino ai fonemi, ne mostrò la complessità dei significati molteplici. Fu tra i primi artisti europei a realizzare una mostra come visione di diapositive, a far consistere una mostra in un'"azione" o in una “dimostrazione” in chiave "didattica" (con proiezioni verbo-visive). Anticipò intuizioni tra la Land Art, il “Comportamentismo” e il Concettualismo, pur restando un artista "totale", autonomo, del tutto particolare e incatalogabile ("Patella rassemble à Patella / Dichiarazione Noètica", 2015).

## Opere
- "Luca Maria Patella: Jacques le fataliste, di Denis Diderot, come autoEncyclopédie", Il Grifo ed.,1984
- "L. M. P.: Io sono qui (Avventure & cultura)", (1970), La Nuova Foglio ed., Macerata, 1975
- "L. M. P.: Voyage through Luca Patella", I.C.C. ed., Antwerpen, [1965] -1976
- "L. M. P.: Atlante Speciale", Martano ed., Torino, 1978
- "L. M. P.: La Fotografia di Luca Patella", Mantova, 1978
- "L. M. P.: DAN, DEN, PIR, DUCH", Ravenna, 1980
- "L. M. P.: DEN & DUCH dis-enameled", Muhka ed., Antwerpen, 1990 (e Roma, 1988)
- "L. M. P.: indicazioni per un'Antologica/Ontologica", Jandi Sapi ed., Roma Milano, 1993
- "L.M. P.: la Fotografia della Alfa della Zeta", Scheiwiller ed., Milano, 2004
- "L. M. P.: Vi aggio in Luca (Voy âge en Luc), romanzo ferroviario" (1974), Morra ed., Napoli, 2003
- "L. M. P.: Patella ressemble à Patella", nell'omonimo Catalogo Antologico, Morra ed., Napoli, 2007
- "L. M. P.: Dichiarazione Noètica", in Stazione di Vita, romanzino, Morra ed., Napoli, 2014

## Principali mostre personali
- 1966 teatro via Belsiana, Roma
- 1968, 1969, 1974 gall. l'Attico, Roma
- 1971 “I Muri Parlanti”, gall. Apollinaire, Milano
- 1972, 1973, 1987 Incontri Internazionali d'Arte, Roma
- 1976 ICC (Antologica), Antwerpen
- 1977 CSAC, Parma
- 1990 MUHKA (Antologica), Antwerpen
- 2007 Castel S. Elmo (Antologica), Napoli
- 2009 Auditorium-Arte, Roma
- 2010, 2011 “Sfera per Amare”, GNAM, Roma
- 2015, “Ambienti Proiettivi Animati”, MACRO, Roma

## Filmografia e videografia
- 1967 Terra Animata, 16 o 35 mm.
- 1967 Materiale per camminare, 16 mm.
- 1968 SKMP2, 16 o 35 mm.
- 1969 Vedo, Vado!, 35 mm.(“Osella d'Argento”, Venezia)
- 1969 Sfere per Amare, l'Attico, Roma (e versione digitale, GNAM, Roma, 2010)
- 1974, 1975 Grammatica Dissolvente, video
- 1974, Gazzetta Ufficiale di Luca Patella, video
- 1975, Luca-Luce, video colore (con Lea Vergine)
- 1976, Viaggio in Luca (Antwerpen), video

(i film sono stati restaurati a cura della Cineteca Nazionale di Roma, i video dall'Università di Dundee)

## Luca Maria Patella nelle collezioni
- Stedelijk Museum, Amsterdam (anche online)
- Bibliothèque Nationale, Paris
- Fondation Matta-Clarck, Antwerpen
- MOMA, New York
- GNAM, Roma
- MACRO, Roma
- Cineteca Nazionale, Roma
- Calcografia Nazionale, Roma
- Museo-Scriptorium, Napoli
- Palazzetto Venezia, Roma
- Collezione Farnesina, Roma
- Museo dell'Università di Dundee
- Mairie de la Ville de Bruxelles
- La Salerniana, Trapani